# Governador
Otok Governador je najveći otok u zaljevu Guanabara u državi Rio de Janeiro. Otok su prvog pronašli portugalski moreplovci 1502. godine. Površina otoka je oko 42 km². Na otoku se nalazi istoimena četvrt grada Rio de Janeira i međunarodni aerodrom Galeão - Antônio Carlos Jobim.
Indijanci plemena Temiminós, prvi stanovnici otoka, otok su zvali Paranapua, a kasnije je otok promijenio ime u Maracajás (vrsta velike mačke kojih je bilo u velikom broju na otoku). Ime Governador, otok je dobio po tadašnjem guverneru (Governador na portugalskom) kapetanije Rio de Janeiro, koji je bio vlasnik više od polovine otoka.
Otok presjeca rijeka Jequiá, danas pretvorena u rezervat.